# 최영광
최영광(崔永光, 1940년~2024년 11월 9일)은 대한민국의 법조인이며, 제35대 서울지방검찰청 검사장, 제19대 법무연수원 원장, 제6대 한국형사정책연구원 원장을 지냈다.

## https://www.pressian.com/pages/articles/5467
1940년 태어나 1959년 경기고등학교와 1964년 서울대학교 법학과를 졸업하고 1964년 제4회 사법시험에서 합격하여 1967년 대구지방검찰청 검사에 임용되었다.
서울지방검찰청 검사장으로 재직할 때 민주당 개혁모임이 1994년 10월 28일에 국가보위 비상대책위와 국가보위 입법회의를 검찰에 내란 혐의로 고발된 사건이 전두환, 노태우에 대한 5.18 고소 고발 사건을 수사의 일환으로 수사하는 것과 관련하여 1980년 국보위 입법회의 전문위원으로 재직한 것이 수사 주체의 적합성 논란이 있었다. 특히 5.18 광주민중항쟁연합(의장 정동년)은 "악법을 직접 기획한 장본인이라는데 경악을 금할 수 없다"면서 "광주학살의 진상을 밝히기 위해 수사 지휘자인 서울지검장을 즉각 교체해야 한다"고 주장했다.
1972년 9월 고려대학교 학생 서클인 검은 10월단을 만들어 현 정부의 전복을 기도했으며 지하신문인 '야생화' 250부를 교내에 뿌린 혐의로 구속되어 10월 유신 이후 최초로 학생이 기소된 '검은 10월단' 사건에서 "고려대생들이 남산 시경분실에서 고문을 받아 허위자백을 한 뒤 이 사실을 말했다"고 주장한 사람이 당시 수사와 기소를 했던 검사가 최영광이라고 밝혔다.
"성수대교 붕괴사건 원인규명감정단 활동백서"라는 이름으로 서울지방검찰청이 발행한 백서 발간사에서 최영광은 “희생자의 고귀한 생명과 가족의 고통을 승화해 부실공사 시대의 종언을 고하기를 기대한다”고 했다.
2024년 11월 9일 숙환으로 사망하였다.

## 경력
- 1967년 대구지방검찰청 검사
- 1969년 서울지방검찰청 검사
- 1974년 법무부 법무과 검사
- 1980년 대검찰청 검찰연구관
- 1980년 10월 29일 국보위 입법회의 법사위, 정치특위 전문위원 (파견)
- 1981년 법무부 검찰3과장
- 1982년 법무부 검찰1과장
- 1983년 서울고등검찰청 검사
- 1985년 서울지방검찰청 형사3부 부장검사
- 1986년 서울지방검찰청 형사4부 부장검사
- 1987년 서울지방검찰청 남부지청 차장검사
- 1988년 대구지방검찰청 차장검사
- 1989년 부산지방검찰청 제1차장검사
- 1990년 서울지방검찰청 제1차장검사
- 1991년 7월 25일 ~ 1992년 8월 5일 제15대 서울지방검찰청 남부지청 지청장
- 1992년 법무연수원 기획부장
- 1993년 3월 17일 ~ 1993년 4월 2일 제39대 청주지방검찰청 검사장
- 1993년 대검찰청 강력부 부장검사
- 1993년 법무부 검찰국 국장
- 1994년 9월 16일 ~ 1995년 9월 19일 제35대 서울지방검찰청 검사장
- 1996년 9월 20일 ~ 1997년 8월 12일 제19대 법무연수원 원장
- 1997년 10월 1일 ~ 1998년 3월 31일  제6대 한국형사정책연구원 원장
- 1998년 법무법인 일원 변호사

## 가족 관계
- 배우자: 손정호
  - 슬하: 최성환, 최윤경